# Kennedy Davenport
Kennedy Davenport, é o nome artístico e alter-ego de Reuben Asberry Junior (Dalas TX, 9 de Setembro de 1982),um drag queen, dançarino, cantor e Performer americano, que ficou conhecido por participar da 7.ª temporada do reality show RuPaul's Drag Race, da famosa drag queen Rupaul.Kennedy começou em concursos de beleza, onde acumula vários prêmios até hoje. Kennedy é imuito conhecida por performances impecáveis. 
Senhorita Davenport como é conhecida, se destaca por suas performances, ela passou anos de formação em diferentes tipos de dança como: ballet, jazz, dança moderna e africana.  Em 2013 participou da oitava temporada do 'talent show' America's Got Talent. Como cantora, participou em 2015 do o videoclipe “Throw Ya Hands Up" do álbum CoverGurlz2 (2015) da também drag queen Rupaul.